# Araucaria (revista)
Araucaria de Chile, más conocida simplemente como Araucaria, fue una revista chilena del exilio provocado por la dictadura de Augusto Pinochet, que se publicó entre 1978 y 1990.

## Historia
Fundada "un fin de semana, en mayo de 1977... su reunión constitutiva se produjo en Roma", aunque la sede de la redacción de Araucaria estuvo en París hasta que se trasladó en 1984 a Madrid, la ciudad en la que se imprimía desde un comienzo.
Su director fue el escritor y dirigente comunista Volodia Teitelboim, que residía en Moscú, y el secretario de redacción, Carlos Orellana. En total, a lo largo de 12 años, se publicaron 47 revistas, aunque su numeración llegó a 48, ya que el último número era doble.
La revista dejó de salir al año subsiguiente del plebiscito de 1988, que decidió el fin de la dictadura militar.
Araucaria "fue posiblemente una de las revistas que tuvo mayor repercusión", gracias a su capacidad "de agrupar en torno suyo a gran parte de los más destacados escritores, artistas e intelectuales del exilio no sólo chileno, sino latinoamericano". Aunque era un proyecto vinculado al Partido Comunista —fue la dirección exterior de esta organización política la que tomó la decisión de fundar la revista— , "logró, desde sus inicios, hacer confluir en sus páginas el pensamiento y la obra de numerosos artistas e intelectuales, llegando en su momento de mayor auge a más de 37 países de todo el mundo".
Carlos Orellana señala al respecto: "Fue ciertamente una publicación con fuerte connotación política, pero nunca o casi nunca una publicación partidaria".
"Revista pluridisciplinaria", tuvo como colaboradores internacionales a Mario Benedetti, Julio Cortázar, Eduardo Galeano, Gabriel García Márquez, Ernesto Sabato; entre los chilenos se puede citar, entre otros, a Fernando Alegría, Clodomiro Almeyda, Alfonso Calderón, Carlos Cerda, Francisco Coloane, Luis Enrique Délano, Poli Délano, Humberto Díaz Casanueva, Jorge Díaz, Marta Harnecker, Eduardo Labarca, Patricio Manns, Federico Schopf, Antonio Skármeta, Armando Uribe, Juvencio Valle, Raúl Zurita; y en su comité de redacción trabajaron la crítica de literatura Soledad Bianchi, el profesor y ensayista Luis Bocaz, el investigador teatral e historiador social Pedro Bravo Elizondo, el profesor de Literatura Jaime Concha, el profesor de Filosofía Osvaldo Fernández, el poeta Omar Lara, el periodista Luis Alberto Mansilla, el economista Alberto Martínez, el arquitecto Carlos Martínez, el narrador José Miguel Varas, la novelista y periodista Virginia Vidal.
La Editorial del primer número, salido en 1978, señalaba: "En Chile todo el mundo habla hoy del apagón cultural. En efecto, la Junta prefiere, en el dominio de la literatura y el arte, de todas las expresiones del pensamiento, las virtudes higiénicas del silencio y del black-out. No puede cortar la lengua a todo un país. No puede impedir que se piense, que se escriba, que se pinte, que se cante. Pero acaba de prohibir, por ejemplo, las memorias de Neruda, Confieso que he vivido: según el glorioso pretexto de que expresan el juicio del autor sobre los acontecimientos del 11 de septiembre de 1973... Araucaria viene a servir la idea de la unidad de la altura nacional y la noción de que ella permanece vigente y creadora a pesar del fascismo. El símbolo de ese bello pino verde que crece en la tierra de mapuches bajo la tormenta, conteniendo la erosión y las arenas desérticas, da el nombre de pila a esta publicación. Como la araucaria, ella quiere asentarse en el humus de la tierra nativa, para profundizar sus raíces en el suelo de la cultura patria, abierto a los vientos y a las corrientes universales. Araucaria anhela convertirse en una expresión exigente y unificadora de la intelectualidad chilena avanzada que vive dentro y fuera de las fronteras. En sus páginas se examinarán problemas concernientes a los más diversos campos de la cultura. No sólo se tratarán las cuestiones relativas a la literatura y al arte sino a todas las áreas de la sociedad, de la ideología del saber".
El último número explica que la publicación de Araucaria en el exilio "cesa en correspondencia con el cese del exilio mismo, que empieza a ser una experiencia radicada en el pasado desde el instante en que, por decisión popular inexorable, se ha puesto fin en Chile a la dictadura". Esa editorial dice también: "Este número doble —acaso no todo lo doble deseable—, aparece avanzados ya algunos meses de 1990. Corresponde, sin embargo, en rigor, al cuadro de las entregas previstas para 1989", retraso que se debe a las "dificultades materiales" enfrentadas, que pusieron la revista "al borde del colapso". Anuncia asimismo que "Araucaria va a intentar instalarse en Chile", algo que no consiguió.
Carlos Orellana explicaría más tarde por qué no era factible que siguiera publicándose en Chile. Además de que era una revista "producto específico del exilio que termina cuando este llega a su fin", se daba la circunstancia que el Partido Comunista no tenía interés en la revista tal como era: "El modo de entender su papel político no fue nunca bien asimilado (y aceptado sólo a regañadientes) por algunos sectores de los comunistas chilenos. Contradecía convicciones muy arraigadas sobre los deberes que debía jugar, según las concepciones y el lenguaje acuñados por el estalinismo, la llamada literatura de partido. A menudo, fue el reconocimiento exterior, la buena acogida que Araucaria tuvo en el conjunto de la emigración, lo que consolidó su existencia e hizo abortar las tentativas que se hicieron para cambiar su orientación o, peor aún, para decretar su fin", señala el que fuera su jefe de redacción.